# Canta conmigo
Canta conmigo es un programa de televisión panameño, consistente en una competencia de canto infantil. Transmitido por el canal de televisión, TVN. Niños y niñas panameños compiten cantando durante diferentes galas para lograr obtener el puntaje más alto, y no ser eliminados(as).
Es conducido por el presentador panameño, Miguel Oyola, y cuenta con un jurado calificador conformado por Eddy Vásquez, Angélica LaVitola, Carlos "Tito" Tovar, y María Fernanda Achurra. Se emitió por primera vez el 20 de febrero de 2008. Constó de 7 temporadas consecutivas desde 2008 hasta 2014, en octubre de 2014, durante la preventa de TVN para el año 2015, se anunció que el programa no regresaría.
En 2023, se anunció que el programa volvería para una octava temporada en 2024, tras diez años de pausa. El 14 de mayo de 2024, durante la gala final de la octava temporada, se confirmó que el programa regresaría para una novena temporada en 2025, y las audiciones darían inicio en septiembre de 2024.

## Formato
Canta Conmigo fue un programa concebido con el propósito de que niños de todo el país puedan cantar en el mismo, bajo la guía de sus familiares, buscando así la nueva estrella de la música en Panamá. El programa consistía de galas, que se transmitían semanalmente, donde los niños se presentaban en vivo, y eran calificados por un jurado con un puntaje de iba de 1.0, siendo el puntaje más bajo; a 5.0, siendo el más alto, similar a la escala de calificación utilizada en sistema educativo de Panamá. Al final de cada gala, los niños con los puntajes más bajos son sentenciados, y corren el riesgo, de abandonar el programa.
En la primera temporada la ganadora fue Ana Elisa Miranda, de Chiriquí, con tan solo 10 años de edad, siendo la ganadora más joven del programa. En la segunda temporada, Mónica Nieto de Chiriquí, al igual que la antigua ganadora, se convirtió en la segunda niña ganadora, con 11 años de edad. En la tercera temporada, María Fernanda Achurra, de la capital con 11 años, se coronó como la tercera niña ganadora de Canta Conmigo. En el año 2011, Jordi Alvarado se convierte en el primer niño varón y con procedencia Guna, ganador del programa. En el año 2012, Eliany Mosquera, se convirtió en la ganadora de la quinta generación. En el año 2013, el ganador fue Jimmy Arizaga, segundo niño ganador. En el año 2014, la ganadora fue María Del Pilar Carrizo. En 2024, el ganador de la octava generación fue Omar Soto.

## Generaciones
| Generación                            | Galas | Inicio                | Fin                 |
| ------------------------------------- | ----- | --------------------- | ------------------- |
| Canta Conmigo 2008: Primera Temporada | 8     | 20 de febrero de 2008 | 8 de abril de 2008  |
| Canta Conmigo 2009: Segunda Temporada | 9     | 28 de enero de 2009   | 1 de abril de 2009  |
| Canta Conmigo 2010: Tercera Temporada | 9     | 24 de enero de 2010   | 28 de marzo de 2010 |
| Canta Conmigo 2011: Cuarta Temporada  | 9     | 30 de enero de 2011   | 3 de abril de 2011  |
| Canta Conmigo 2012: Quinta Temporada  | 9     | 29 de enero de 2012   | 2 de abril de 2012  |
| Canta Conmigo 2013: Sexta Temporada   | 9     | Febrero, 2013         | 1 de mayo de 2013   |
| Canta Conmigo 2014: Séptima Temporada | 9     | 11 de febrero de 2014 | 15 de abril de 2014 |
| Canta Conmigo 2024: Octava Temporada  | 9     | 19 de marzo de 2024   | 14 de mayo de 2024  |
| Canta Conmigo 2025: Novena Temporada  | —     | —                     | —                   |

### Presentadores
- Miguel Ángel Oyola: Presentador de TV, DJ y actor. Presentador del concurso desde la primera temporada.
- Marelissa Him: Presentadora de televisión en TVN Panamá, modelo y ganadora del Miss Tierra Panamá 2011. Presentadora del concurso desde la octava temporada.
- Ingrid del Carmen: Presentadora de televisión en TVN Panamá y locutora. Presentadora del concurso desde la octava temporada.
- Josenid Quintero: Tercer lugar de Canta Conmingo 2009, cantante y autora. Presentadora web desde la octava temporada.

#### Antiguas presentadoras
Antiguos presentadores en orden de su ida del programa.
- Gabriela Moreno: Fue presentadora del concurso en las dos primeras temporadas.
- Gisela Tuñon: Fue presentadora del concurso en la tercera temporada.
- Angie Cabrera: Fue presentadora del concurso en la tercera temporada.
- Massiel Mas: Fue presentadora del concurso en la cuarta, quinta, sexta y séptima temporada.
- Denise Arjona: Fue presentadora del concurso en la tercera, cuarta, quinta, sexta y séptima temporada.

### Jurados
El panel de jurado está integrado por:
- Carlos Tovar: Bachelor of Music con mayor en canto y menor en fagot. Profesor de canto y asesor de voz en Proyecto Estrella y Vive la Música. Miembro del jurado del concurso desde la primera temporada.
- Angélica Lavitola: Actriz, abogada y productora de arte infantil. Miembro del jurado del concurso desde la primera temporada.
- Eddy Vásquez: DJ, locutor, voz institucional de TV, y presentador. Miembro del jurado del concurso desde la primera temporada.
- María Fernanda Achurra: Ganadora de Canta Conmingo 2010, cantante y actriz panameña y miembro del jurado del concurso desde la octava temporada.

#### Antiguos jurados
- María Elena Berberián: Actriz y productora de programas infantiles, fue presentadora de televisión por más de 14 años e internacionalmente para E!. Actualmente es directora de Mercadeo de Tommy Hilfiger para América Latina y El Caribe y miembro del jurado del concurso en la primera, tercera, cuarta, quinta, sexta y séptima temporada.

### Asesores
- Ulises Athanasiadis: Asesor de canto
- Abraham Dubarran: Productor musical
- Carlos Díaz Valerín: Asesor de proyección escénica
- Moyra Brunette: Asesora de baile y coreografía
- Stella Lauri: Asesora general